# Исторически център на Кордоба
Историческият център на Ко̀рдоба (на испански: Centro histórico de Córdoba) е защитена територия в град Кордоба, Испания, част от списъка на световното наследство на ЮНЕСКО.
Територията е създадена през 1984 година, включвайки превърнатата в църква монументална джамия „Мескита де Кордоба“, и е разширена през 1994 година, включвайки днес 803 декара в историческия център на града с комплекса Алкасар де Кордоба, Кордобския римски мост и кулата „Калаора“ на другия бряг на Гуадалкивир. Основната ѝ цел е запазването на културното наследство на Кордовския халифат от X – XI век и на образците на ислямската архитектура.